# Helina pruinosicollis
Helina pruinosicollis är en tvåvingeart som beskrevs av Fritz Isidore van Emden 1951. Helina pruinosicollis ingår i släktet Helina och familjen husflugor. Inga underarter finns listade i Catalogue of Life.